# Khauserre
Khauserre fou un faraó que va governar a algun lloc de l'antic Egipte però no es pot ubicar cronològicament. Pot correspondre a qualsevol de les dinasties entre la dinastia XIII i la dinastia XVII però el més probable és que sigui de la dinastia XIV.
El seu nom de regne o nesut-biti fou Khauserre i no se li coneix altra nom. Aquest nom apareix a algun escarabat, única prova de la seva existencia.